# بلوتک (ماده چسبنده)

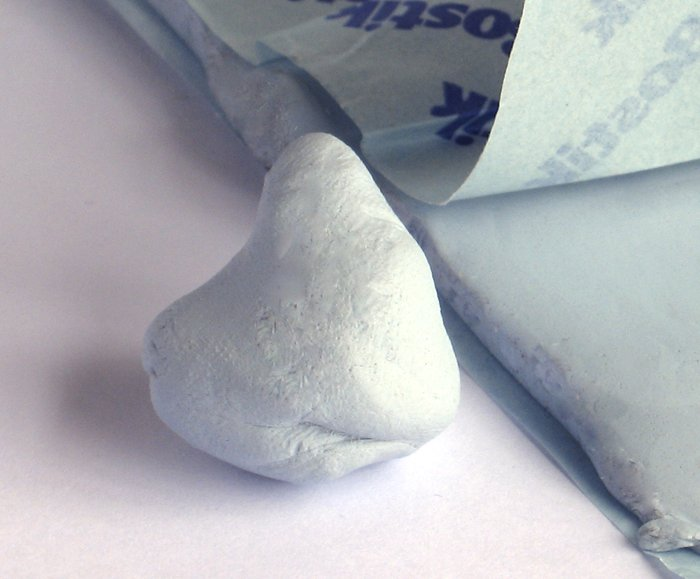
بلوتک

بلوتک (به انگلیسی: Blu-Tack) یک ماده حساس به فشار و آبی رنگ است که معمولاً برای چسباندن کاغذ و پوستر به دیوار از آن استفاده می‌شود. این ماده معمولاً آبی است اما در رنگ‌های دیگر نیز موجود است.
کامپوزیت این ماده، دارای انواعی از مواد پلاستیکی است که در حالت عادی خطرناک نیستند. در صورت بلعیده شدن مشکلی ایجاد نمی‌کنند. حل شدنی نیست و از آب چگال تر است. قابل اشتعال نیست ولی وقتی در معرض آتش یا حرارت زیاد قرار بگیرد از خود دی اکسید کربن و مونوکسید کربن تولید می‌کند.